# Arthur Andersen
La Arthur Andersen, in seguito denominata Andersen, è stata per lungo tempo una delle principali società multinazionali di revisione di bilancio e consulenza a livello mondiale, parte delle "Big Five", gruppo delle principali società di revisione di bilancio e consulenza per grandi aziende.
Nel 2002 la società statunitense del gruppo (Andersen LLP), che pur non essendo legalmente la controllante del gruppo ne rappresentava il cuore storico ed operativo, ha rimesso la sua licenza di "Certified Public Accountant" a causa del processo Enron, nel quale era imputata in quanto revisore del bilancio della società protagonista di uno dei più grandi crack finanziari degli Stati Uniti. Questo ha generato a catena la frammentazione del gruppo a livello mondiale, con le società di ciascun paese che sono in breve tempo confluite, attraverso acquisizioni o fusioni, nelle rimanenti "Big Four" (EY, PWC, KPMG, Deloitte).
Vi sono alcune attività ancora in funzione con il marchio Andersen, ad esempio il centro di conferenze e formazione nei pressi di Chicago, un tempo sede principale della società.
Inoltre, il marchio Andersen è attivo negli Stati Uniti: nel 2002, 23 ex partner di Arthur Andersen hanno fondato uno studio fiscale con il nome WTAS, che il 2 settembre 2014 ha annunciato di aver acquisito i diritti per l'iconico marchio Andersen e che questa si sarebbe ribattezzata Andersen Tax. Tramite Andersen Global, un'associazione di società indipendenti legalmente separate, fondata nel 2013, che forniscono servizi con il marchio Andersen Tax, Andersen Tax & Legal o Andersen Legal, il brand Andersen è diffuso in tutto il mondo, compresa l'Italia. L'associazione riferisce di avere oltre 15.000 professionisti, 2000 partner globali e 425 sedi in tutto il mondo, attraverso gli studi associati ("member firm") e gli studi che collaborano ("collaborating firm"). Le società associate e le società collaboratrici di Andersen Global forniscono servizi a clienti globali in tutti gli aspetti delle loro questioni fiscali e legali.    
Nel 2019, Andersen Tax ha assunto la denominazione Andersen. Successivamente, nel luglio 2020 gli studi europei membri di Andersen Global hanno concluso un'operazione di rebranding, cambiando nome in Andersen; allo stesso modo, nell'agosto del 2020 gli studi membri di Andersen Global in America Latina hanno assunto la denominazione Andersen.

## Fondazione
La società fu fondata nel 1913 da Arthur Andersen e Clarence DeLany con il nome di Andersen, DeLany & Co. Mutò in seguito denominazione sociale in Arthur Andersen & Co. nel 1918. Il primo cliente di Arthur Andersen fu la Schlitz beer di Milwaukee.
Figlio di un immigrato norvegese, Andersen rimase solo a 16 anni dopo la morte dei suoi genitori. Lavorò come portalettere di giorno, frequentando la scuola di sera. Infine fu assunto come assistente del controller della Allis-Chalmers a Chicago, dove fu affascinato dal lavoro di "certified public accountant". Ottenne il diploma di certified public accountant presso l'Università dell'Illinois nel 1908; a 23 anni divenne il più giovane CPA dell'Illinois. Nel 1917, dopo aver frequentato corsi serali e lavorato di giorno, si laureò presso la Northwestern University in Business.
Lavorò quindi per una società di contabilità a Chicago, e come controller per la Schlitz Brewing Co. a Milwaukee. Nel 1913 a 28 anni si mise in proprio con il nome di Arthur Andersen & Co. Nel 1915, grazie ai suoi molti contatti in loco, aprì il secondo ufficio della società a Milwaukee. Nel 1912-22, insegnò contabilità presso la Northwestern University dove per primo introdusse corsi che portassero gli studenti di fronte a problemi pratici delle organizzazioni aziendali.
Andersen ebbe un'instancabile fede nell'istruzione come base su cui sviluppare una nuova professione di contabile. Creò il primo programma centralizzato di formazione e credette nella formazione durante l'orario di lavoro. Fu generoso nell'aiutare organizzazioni educative, civiche e caritatevoli. Nel 1927, fu eletto nel collegio dei revisori della Northwestern University di cui fu poi presidente dal 1930 al 1932. Fu anche presidente del collegio esaminatori per certified public accountants nell'Illinois.

## Notorietà
Andersen, che diresse la società fino alla scomparsa nel 1947, era un sostenitore del mantenimento di alti standard nella professione di revisore. Sostenne che la responsabilità dei revisori nasce nei confronti degli investitori e non dei clienti stessi. La leggenda vuole che nei primi anni di attività egli fu avvicinato da un dirigente di una locale ferrovia ed invitato ad approvare un bilancio "truccato" altrimenti avrebbe perso un cliente importante. Andersen rifiutò con decisione, rispondendo che non avrebbe approvato i conti per tutto il denaro d'America. Leonard Spacek, successore di Andersen dopo la sua morte, perseverò nell'enfatizzare l'importanza dell'onestà. Fino alla sua chiusura, il motto della società rimase "Think straight, talk straight" (pensa e parla chiaro).
Andersen aprì inoltre la strada in diverse aree degli standard contabili. Essendo tra i primi a identificare un possibile pericolo di fallimento, rinunciò ad una quantità di clienti durante gli anni '70. Più tardi, quando si diffusero le stock options come forma di compenso (particolarmente negli anni novanta), Andersen fu la prima tra le principali società di revisione a proporre al FASB che le stock option fossero considerati costi per le società che li dispensavano, così risultando nei bilanci allo stesso modo di compensi versati in contanti.
Negli anni '80 gli standard professionali scesero mentre le società di revisione cercavano di bilanciare il loro impegno nell'indipendenza per l'attività di audit con il desiderio di incrementare le profittevoli attività di consulenza.
Andersen non rappresentò un'eccezione a questa prassi, costituendo una nota società di consulenza informatica in quegli stessi anni. La società accrebbe rapidamente l'attività di pura consulenza, arrivando al punto in cui la gran parte dei proventi derivava da tali incarichi, mentre i partner della revisione erano spinti a cercare di vendere servizi di consulenza ai loro clienti.
Al termine degli anni '90 Andersen aveva triplicato la redditività delle proprie azioni per i suoi partner.
Come prevedibile, Andersen si sforzò di mantenere i suoi standard di qualità nei servizi di revisione con il desiderio dei propri clienti di massimizzare i profitti, in particolare con l'inizio della diffusione sui mercati dei report di andamento trimestrali. Andersen è stata accusata di coinvolgimento in contabilità e revisione fraudolenta delle società Sunbeam Products, Waste Management, Inc., Asia Pulp and Paper, e la Baptist Foundation of Arizona, così come il noto caso Enron, tra gli altri.

## Storia della società dagli anni '70
L'attività di consulenza crebbe di importanza durante gli anni '70 ed '80, molto più velocemente delle consolidate attività di contabilità, revisione, e consulenza fiscale. Questa crescita sproporzionata, e gli appetiti dei partner della consulenza rispetto ai partner delle altre divisioni, aumentarono i conflitti interni.
Nel 1989, Arthur Andersen ed Andersen Consulting divennero società separate della holding Andersen Worldwide. Andersen aumentò l'uso dei suoi servizi contabili come "ariete" per penetrare clienti a cui poi vendere i più profittevoli servizi di consulenza.
Le due società condussero un'aspra polemica durante gli anni '90. Andersen Consulting infatti, ebbe un'enorme crescita dei profitti durante il decennio eppure la parte di consulenza continuò a dilazionare i pagamenti richiesti dalla holding Arthur Andersen. Nel 2000 un arbitrato internazionale diede ad Andersen Consulting la sua indipendenza, ma riconobbe un debito di 1,2 miliardi di dollari statunitensi per i mancati pagamenti effettuati ad Arthur Andersen e decise che Andersen Consulting dovesse rinunciare alla denominazione Andersen. Di conseguenza Andersen Consulting, dal 1º gennaio 2001, assunse la denominazione di Accenture.
Un indizio su chi avesse vinto la contesa è spesso indicato nel fatto che l'amministratore delegato di Arthur Andersen, Jim Wadia, presentò le proprie dimissioni dopo appena quattro ore dall'emissione del giudizio. Analisti e professori di economia videro il fatto come una completa vittoria di Andersen Consulting. Jim Wadia diede poi la personale visione dell'avvenimento anni dopo durante un case study sulla scissione tenuto dall'Harvard Business School: si venne a sapere che il consiglio di amministrazione di Arthur Andersen aveva deliberato che si sarebbe dovuto dimettere nel caso non avesse ottenuto un compenso almeno pari a 4 miliardi di dollari per la scissione della divisione consulenza, attraverso accordo o dall'arbitrato: da questa decisione derivarono le sue dimissioni.
Sulle cause della separazione non mancano le illazioni; i dirigenti su entrambi i fronti accusarono le controparti di avidità ed arroganza, e quelli di Andersen Consulting richiesero il riconoscimento di una violazione contrattuale quando Arthur Andersen creò un secondo gruppo di consulenza, AABC (Arthur Andersen Business Consulting) che entrò in diretta concorrenza con Andersen Consulting. La gran parte delle società parte di AABC furono acquisite da altri gruppi di consulenza nel 2002: tra esse Hitachi e KPMG, che in seguito mutò denominazione sociale in BearingPoint.

## Coinvolgimento in scandali finanziari
Il 15 giugno 2002, Andersen fu accusata di ostruzionismo alla giustizia per aver distrutto documenti relativi alla sua revisione del bilancio di Enron. Dato che la SEC, equivalente della Consob italiana, non permette a soggetti sottoposti a processo di eseguire la revisione di bilanci, Andersen rese le sue licenze e autorizzazioni a operare il 31 agosto 2002. Questo passo di fatto pose fine all'operatività della società.
L'accusa ad Andersen pose sotto i riflettori le carenze nella revisione dei bilanci di altre società, principalmente Sunbeam Products e WorldCom. La successiva bancarotta di WorldCom, che sorpassò rapidamente Enron come maggior fallimento di sempre, condusse quindi a un effetto domino di scandali finanziari che ha colpito il sistema economico statunitense.
Il 31 maggio 2005, la Corte suprema degli Stati Uniti ribaltò all'unanimità la condanna della Andersen, per vizi presenti nelle istruzioni date alla giuria. Dal punto di vista della corte le istruzioni permisero alla giuria di condannare Andersen senza necessità di provare che la società fosse a conoscenza di un procedimento in corso che comportasse la proibizione a distruggere documenti collegati. La sentenza ha mostrato anche notevole scetticismo circa la definizione data dal governo di "persuasione corrotta" - persuasione con uno scopo illecito senza che neppure fosse noto che un atto era illecito.
Nonostante la sentenza, è molto improbabile che Andersen torni a operare. La società perse quasi tutti i clienti quando venne posta sotto accusa, e ci sono oltre cento cause civili pendenti contro di essa in relazione alla revisione del bilancio Enron e di altre società. Iniziò a ridurre le proprie operazioni negli USA dopo la messa in stato d'accusa. Dopo un massimo di 25.000 dipendenti negli USA e 85.000 nel mondo, la società ha circa 200 dipendenti principalmente a Chicago, la cui principale occupazione è gestire le cause legali e seguire la dissoluzione della società.
La società italiana del gruppo Andersen Worldwide (Andersen S.p.A.), dopo un periodo di valutazione tra le possibili alleanze con società concorrenti (principalmente, Ernst & Young Italia e Deloitte) si è in seguito fusa con il network concorrente Deloitte, anche se parte dei partner e dei dipendenti ha preferito confluire in Ernst & Young.